# Madrid-protokollen
Madrid-systemet er en måde at beskytte sine varemærkerettigheder i en række lande verden over på baggrund af én ansøgning.

## Madrid-protokollen
Man kan registrere sit varemærke i en række lande verden over på baggrund af én ansøgning. Det kan ske gennem Madrid-protokollen, der er en del af Madrid-systemet under World Intellectual Property Organisation (WIPO). 
Fordelen ved systemet er, at der kun skal indleveres én ansøgning. Alle gebyrer skal betales til WIPO, og arbejdssproget er engelsk. Ved ansøgningen vælges (designeres) de lande, hvor registreringen skal gælde. Det er muligt at udvide kredsen af designerede lande på et senere tidspunkt, hvis man i første omgang ikke vælger så mange lande.
Man skal dog være opmærksom på, at enkelte lande, som f.eks. Canada, ikke er medlem af Madridprotokolsystemet. Vil man have sit varemærke registreret i et land, der ikke er medlem af Madridprotokolsystemet, er det nødvendigt at indgive en ansøgning til det enkelte lands nationale myndighed. 
Man kan som dansker kun ansøge om en international registrering via Madridprotokollen, hvis man allerede har en dansk varemærkeregistrering eller -ansøgning eller en registrering i EU. Denne kaldes for en basisansøgning eller -registrering.
En international registrering er gyldig i 10 år og kan herefter fornyes hvert 10. år – i princippet i al evighed.

## Hvordan søger man?
Man skal udfylde WIPO´s ansøgningsblanket på engelsk og sende den til Patent- og Varemærkestyrelsen. I ansøgningen vælger man også hvilke lande, man gerne vil have sit varemærke registreret i. Patent- og Varemærkestyrelsen kontrollerer, at de formelle krav til ansøgningen er opfyldt og sender den herefter videre til WIPO.
Ansøgningsblanketten kan rekvireres hos Patent- og Varemærkestyrelsen eller hos WIPO. Den internationale ansøgning skal være i nøje overensstemmelse med basisansøgningen. F.eks. må varefortegnelsen i den internationale ansøgning ikke være mere omfattende end basisansøgningen, og varemærket skal selvfølgelig være identisk.
WIPO registrerer varemærket, hvis de formelle ting er i orden, og offentliggør så registreringen. Samtidig sender WIPO besked til de lande, der er valgt (designeret) i ansøgningen. Registreringen er ikke endelig, før de designerede landes myndighed har gennemgået den. De har 12 eller 18 måneder til at tage stilling til, om mærket skal registreres eller afslås. Ansøgningen kan altså blive afslået i nogle lande og registreret i andre – det afhænger helt af den nationale varemærkelovgivning og -praksis.

## Andre kan protestere
Andre kan også gøre indsigelse mod en ansøgning, hvis de mener, den krænker deres varemærke. Hvor lang tid, de har til det, er forskelligt fra land til land. Først efter indsigelsesperiodens udløb i de valgte lande er registreringen endeligt gyldig. I Danmark er indsigelsesperioden to måneder efter, at ansøgningen er publiceret i Dansk Varemærke Tidende.

## Eksterne links
- Mere om Madrid-protokollen på WIPO's hjemmeside
- Se hvilke lande, der er tilsluttet Madrid-protokollen